# Sonate K. 404
La sonate K. 404 (F.350/L.222) en la majeur est une œuvre pour clavier du compositeur italien Domenico Scarlatti.

## Présentation
La sonate K. 404, en la majeur, forme une paire avec la sonate précédente et possède une structure simple et symétrique. Même si la sonate est notée Andante, elle sonne comme un allegro au ralenti par son caractère particulier.

## Manuscrits
Le manuscrit principal est le numéro 17 du volume IX (Ms. 9780) de Venise (1754), copié pour Maria Barbara ; les autres sont Parme XI 17 (Ms. A. G. 31416), Münster (D-MÜp) III 49 (Sant Hs 3966) et Vienne E 44 (VII 28011 E).

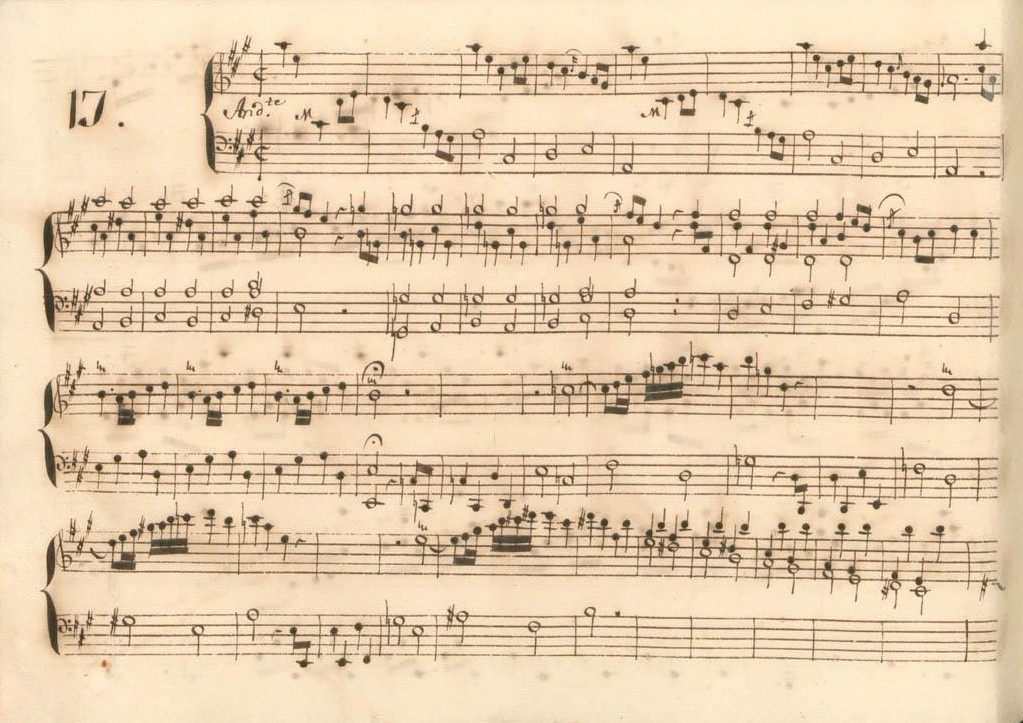
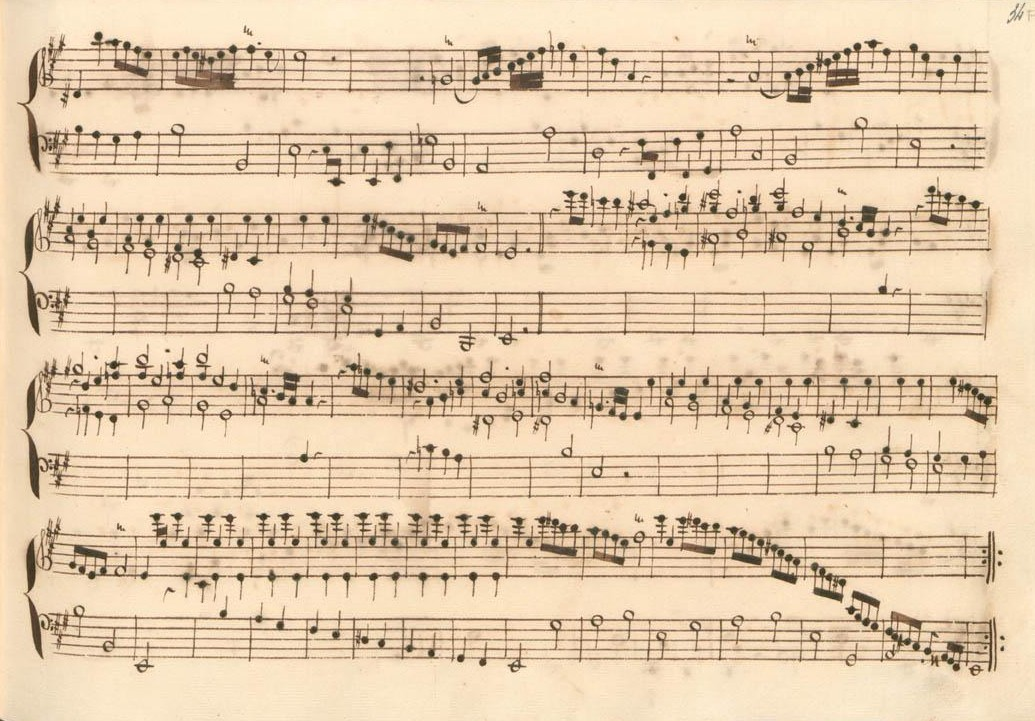

## Arrangement
Salvatore Sciarrino en a réalisé un arrangement pour ensemble de saxophones, Canzoniere da Scarlatti (1998), joué notamment par l'ensemble Xasax (2003, Zig-Zag Territoires) et l'ensemble Sinoidal (2019, Artsyntax)

## Interprètes
La sonate K. 404 est défendue au piano notamment par Mikhaïl Pletnev (1994, Virgin), Benjamin Frith (1999, Naxos, vol. 5), Carlo Grante (2013, Music & Arts, vol. 4) et Lucas Debargue (2019, Sony) ; au clavecin par Scott Ross (1985, Erato), Richard Lester (2003, Nimbus, vol. 4) et Pieter-Jan Belder (Brilliant Classics, vol. 9).
Fábio Zanon (2006, Musical Heritage) l'interprète à la guitare.

## Sources
: document utilisé comme source pour la rédaction de cet article.
- Ralph Kirkpatrick (trad. de l'anglais par Dennis Collins), Domenico Scarlatti, Paris, Lattès, coll. « Musique et Musiciens », 1982 (1re éd. 1953 (en)), 493 p. (ISBN 978-2-7096-0118-4, OCLC 954954205, BNF 34689181).
- Alain de Chambure, « Domenico Scarlatti : Intégrale des sonates — Scott Ross », Erato (2564-62092-2), 1985 (OCLC 891183737) .
- (en) Carlo Grante, « Domenico Scarlatti, intégrale des sonates pour clavier (vol. 4) », Music & Arts (CD-1293), 2016 (OCLC 1020680576) .